# Tony Marshall
Tony Marshall, rodným jménem Herbert Anton Bloeth, (3. února 1938 Baden-Baden, Bádensko-Württembersko – 16. února 2023) byl německý zpěvák pop music. Jako vystudovaný operní zpěvák se v roce 1971 proslavil hitem Schöne Maid a v následujících desetiletích prodal kolem 20 milionů desek. Jeho (většinou) veselé písně mu vynesly přezdívku „náladotvůrce národa“ či „veselý tvůrce národa“.

## Hudební kariéra a díla

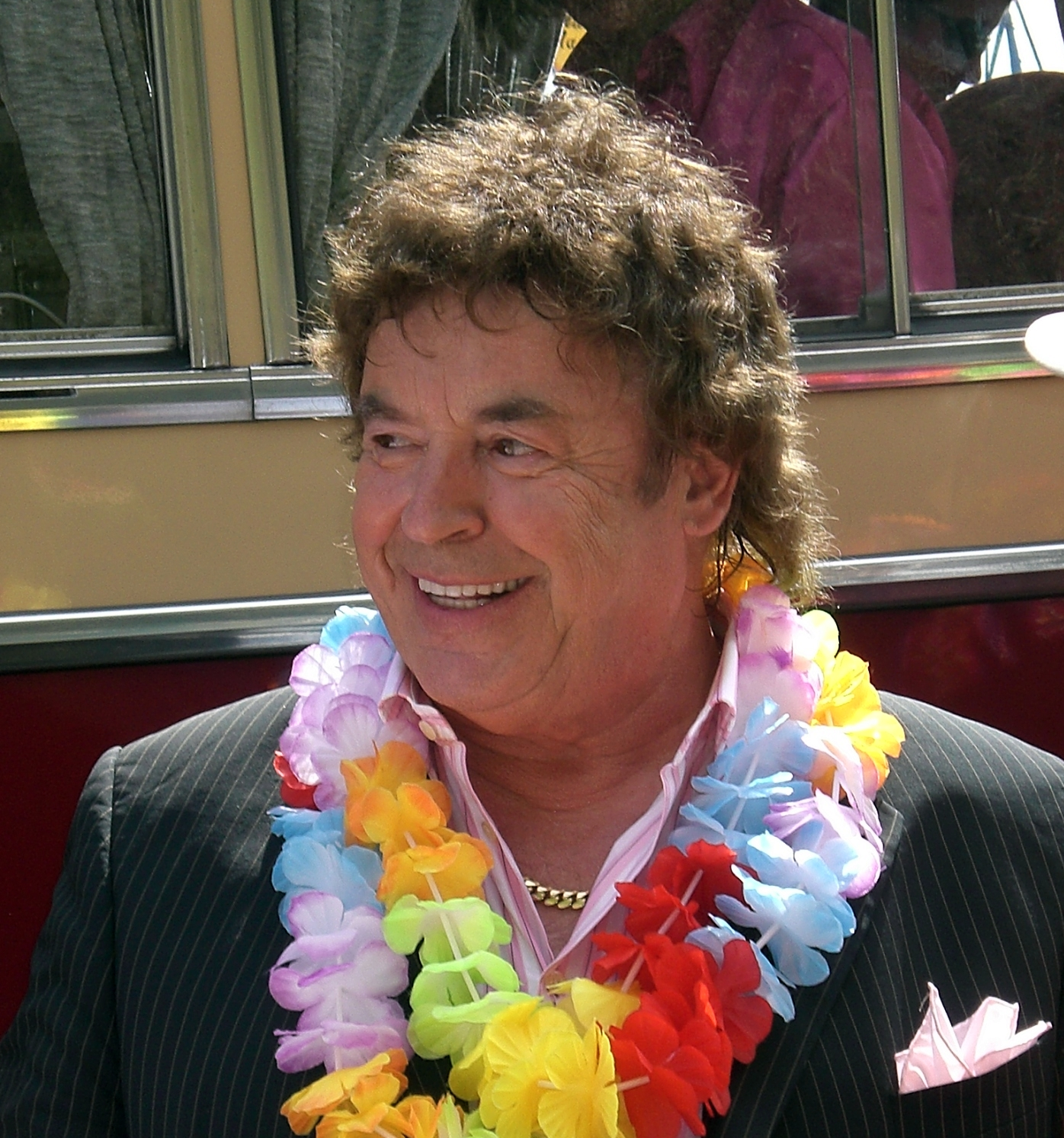
Tony Marshall (2009)

Vystudoval hudbu a v roce 1965 složil zkoušku operního zpěváka na Hudební škole v Karlsruhe. Nejprve se chtěl stát zpěvákem šansonů ve stylu Charlese Aznavoura. Jeho tři singly, které vydal po roce 1966, však nebyly příliš neúspěšné. V roce 1968 si proto otevřel hospodu v rodném Baden-Badenu.
V roce 1971 jej proslavila píseň Schöne Maid, kterou produkoval úspěšný skladatel Jack White. Ten znal Marshallovu píseň Aline, ale byl přesvědčen, že se zpěvák hodí spíše k optimistickým hitům než k vážným šansonům. Marshall ji ve skutečnosti nechtěl zpívat, a tak se před nahráváním opil chianti. Doufal, že ho Jack White vyhodí ze studia. Ten zprvu souhlasil, protože Marshallova první ambiciózní deska byla propadák, potřeboval však peníze pro svou rodinu.
Skladby Schöne Maid, jejíž melodie pochází z Nového Zélandu (Nau Haka Taranga), se ve stejném roce prodalo více než milion kusů. Od té doby je Marshall považován za „národního baviče“ a patří k nejlepším německým bavičům. Koncertoval po celém světě (včetně Japonska, Afriky a Severní Ameriky). Zejména v 70. letech se pravidelně umisťoval v německých hitparádách se svými singly a alby. Jako autor se také podílel na některých pozdějších písních, například na hitu Bora Bora z roku 1978.
V roce 1976 vyhrál německé předkolo Der Star písňové soutěže Eurovize, což pro něj bylo velmi netypické; posléze však byla píseň diskvalifikována, protože ji předtím veřejně zpívala izraelská zpěvačka Nizza Thobi. Jednalo se tedy o porušení pravidel soutěže.

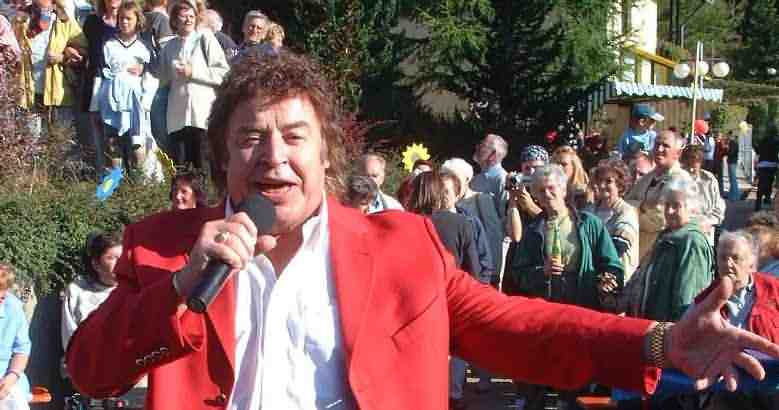
Tony Marshall (2003)

V roce 2004 oslavil padesáté výročí na jevišti. V roce 2005 ztvárnil Tevjeho v muzikálu Anatevka ve frankfurtském Volkstheateru a v roce 2008 Papagena v opeře Kouzelná flétna.
Na jedné akci se v roce 2017 setkal s Güntherem Behrlem a řekl mu o svých plánech na odchod do důchodu. „Nápad na vydání posledního CD se zrodil rychle,“ uvádí Günther Behrle. Podepsal s Marshallem smlouvu a poskytl koncept, hudbu a texty pro album Senioren sind nur zu früh geboren.
V roce 2020 udělal reklamu egyptské značce kávy Mom's Choco Cafe, a to písní nazpívanou v arabštině společně se zpěvačkou Jennah Karthes a videoklipem režírovaným Ericem Deanem Hordesem. V roce 2021 vydal navzdory zdravotním problémům singl a stejnojmenné album Der letzte Traum (Poslední sen). V červenci 2022 koncertoval na invalidním vozíku ve svém domě ve Schwarzwaldu.

## Soukromý život a rodina
Narodil se 2. února 1938 jako Herbert Anton Bloeth. Před narozením prvního dítěte si změnil příjmení na Hilger.
V roce 1962 se oženil se svou přítelkyní z dětství jménem Gabi. Je otcem dvou synů, Marca Marshalla (* 1963) a Pascala (* 1967), a dcery Stelly (* 1979). Pascal a Marc s ním od dětství vystupovali na pódiu a v hudební branži působí dodnes: Marc jako člen dua Marshall & Alexander, Pascal příležitostně jako člen dua Die Woody’s, které proslavil internetový mem Fichtl's Lied.
Dcera Stella trpí od narození dětskou mozkovou obrnou a epilepsií v důsledku lékařské chyby při amniocentéze. Marshall z tohoto důvodu založil v prosinci 1999 nadaci Tony Marshall Foundation, která se kromě jiných projektů pro osoby se zdravotním postižením zabývá vytvářením bydlení a pracovních míst vhodných pro osoby se zdravotním postižením a výstavbou zařízení pro postižené.
V roce 2012 vyšlo najevo, že trpí polyneuropatií, která občas vede k ochrnutí nohou. Musel proto v březnu 2012 zrušit koncert.
V roce 2019 přečkal mrtvici a selhaly mu ledviny. V roce 2021 se nakazil covidem-19, onemocnění mělo vážný průběh. V květnu 2022 musel podstoupit akutní operaci.
Sám sebe označoval za ateistu.
Dne 16. února 2023 zemřel v Baden-Badenu po dlouhé těžké nemoci ve věku 85 let.

## Odkaz
V roce 2003 po něm byla pojmenována ulice Tony-Marshall-Weg v rodném Baden-Badenu. V roce 2007 získal Münchhausenovu cenu města Bodenwerder. V roce 2008 jej atol Bora-Bora jmenoval čestným občanem díky jeho stejnojmennému hitu z roku 1978. V roce 2018 mu město Baden-Baden udělilo čestné občanství u příležitosti jeho 80. narozenin.

## Diskografie

### Studijní alba
| Název                                                                   | Rok  | Ref.   |
| ----------------------------------------------------------------------- | ---- | ------ |
| Schöne Maid                                                             | 1972 | [ 13 ] |
| Ich fang’ für euch den Sonnenschein                                     | 1972 |        |
| Die größten Polka Hits mit Tony Marshall und seinen lustigen Musikanten | 1973 |        |
| Junge, die Welt ist schön                                               | 1974 |        |
| Senioren sind nur zu früh geboren                                       | 2018 |        |

#### Další studijní alba
- 1976: Das Leben ist so wunderbar
- 1976: Ja, so ist der Tony
- 1978: Bora Bora
- 1979: Ich klau dir eine Straßenbahn
- 1981: Mach dir das Leben doch schön
- 1982: Ach, laß mich doch in deinem Wald der Oberförster sein
- 1994: So bin ich
- 1995: Go West
- 2005: Im siebten Himmel
- 2005: Non Stop Schlagerparty
- 2008: Wie nie
- 2009: 1000-mal an dich gedacht
- 2010: Tony 2010
- 2011: Ich war noch nie dem Himmel so nah
- 2013: Du bist der Wahnsinn
- 2021: Der letzte Traum

### Kompilace
| Název                                    | Rok  | Ref.   |
| ---------------------------------------- | ---- | ------ |
| Laß das mal den Tony machen              | 1973 | [ 13 ] |
| Laß das mal den Tony machen – Neue Folge | 1984 |        |
| Laß das mal den Tony machen – 3          | 1986 |        |
| Laß das mal den Tony machen – Neue Folge | 1988 |        |
| Das Beste                                | 2021 |        |

#### Další kompilace
- 1975: Die großen Erfolge
- 1978: Star Discothek
- 1979: Das Star Album
- 1986: Stimmung, Pola, Spaß
- 1988: Star Festival
- 2008: Best of
- 2008: Das Allerbeste
- 2009: Partyzeit – Seine besten Stimmungshits
- 2011: 50 Jahre Hits
- 2013: 75 Jahre Tony Marshall – Die größten Hits meines Lebens
- 2017: 20 unvergessene Hits

### Singly
| Název                                         | Rok  | Ref.   |
| --------------------------------------------- | ---- | ------ |
| Schöne Maid                                   | 1971 | [ 14 ] |
| Komm gib mir deine Hand                       | 1971 | [ 14 ] |
| Ich fang’ für euch den Sonnenschein           | 1972 |        |
| ...und in der Heimat                          | 1973 |        |
| Junge, die Welt ist schön                     | 1973 |        |
| Onkel Golle                                   | 1974 |        |
| Täterätätätätä                                | 1974 |        |
| Wir trinken Brüderschaft mit der ganzen Stadt | 1975 |        |
| Bora Bora                                     | 1978 |        |
| Auf der Straße nach Süden                     | 1978 |        |
| Jim und Andy                                  | 1982 |        |
| Resi bring Bier                               | 1991 |        |

#### Další singly
- 1966: Aline
- 1966: C’est la vie
- 1968: Your lovin man
- 1971: Holla Hopsassa
- 1971: Gulli Wattka
- 1971: Wir sind eine fröhliche Bande
- 1972: Pretty Maid
- 1972: In search of you
- 1975: Anna-Karina
- 1975: Fahr mich in die Ferne
- 1976: Der Star
- 1976: Allein (…auf der großen Hazienda)
- 1977: Auf der Heide blüht ein kleines Blümelein
- 1977: Wir wollen doch mal wieder Stimmung machen
- 1977: Wir sind die Tramps
- 1977: Oh Miranda
- 1977: The Requiem for Elvis
- 1979: Wir zahlen keine Miete mehr
- 1979: Ich will mit dir spielen
- 1979: Ich klau dir eine Straßenbahn
- 1979: Anatevka
- 1980: Mach dir das Leben doch schön (Lied der ARD-Fernsehlotterie)
- 1980: Wir bleiben noch etwas hier
- 1982: In unserm Städtchen
- 1982: Heute hau’n wir auf die Pauke
- 1983: Ach laß mich doch in deinem Wald der Oberförster sein
- 1984: Das werden wir alles überleben
- 1986: Tony, Tony noch einmal
- 1987: Wir sind die Champions
- 1989: Heute hau’n wir auf die schöne Maid (Black Forest Clinic Mix)
- 1992: Jetzt gehts los
- 1994: No no Marleen
- 1996: So leb dein Leben / My way
- 1998: Hit-Mix
- 1999: Hoppladiddi Hoppladadda
- 2000: Die Hände zum Himmel
- 2003: Olé, hier tanzt der Bär
- 2008: Nach Regen blühen Blumen
- 2009: 1000-mal an dich gedacht
- 2009: Schöne Maid 2010
- 2013: Stella Maria
- 2020: My Schoko-Kaffee
- 2021: Der letzte Traum

## Televize

### Moderace
- 1982–1999: Laß das mal den Tony machen (Die Tony-Marshall-Show, ZDF)
- 2000–2004: Fröhlicher Feierabend (SWR)

### Hostování v televizních pořadech (výběr)
- 1972 (6krát): ZDF-Hitparade
- 1972 (duben, květen, říjen): Disco (ZDF)
- 1973 (6krát): ZDF-Hitparade
- 1973 (květen, říjen): Disco (ZDF)
- 1974: Disco (ZDF)
- 1975: ZDF-Hitparade
- 1975: Musik ist Trumpf
- 1976: Disco (ZDF)
- 1976 (2krát): ZDF-Hitparade
- 1977: Musik ist Trumpf
- 1978 (9krát): ZDF-Hitparade
- 1978: Musik ist Trumpf
- 1979: ZDF-Hitparade
- 1981 (4krát): ZDF-Hitparade
- 1982: Disco (ZDF)
- 1982 (2krát): ZDF-Hitparade
- 1985: Verstehen Sie Spaß? (ARD)
- 1989: ZDF-Hitparade
- 1990 (2krát): ZDF-Hitparade
- 1991: ZDF-Hitparade
- 1992: ZDF-Hitparade
- 1993: ZDF-Hitparade
- 1994: ZDF-Hitparade
- 1995: ZDF-Hitparade
- 1997: ZDF-Hitparade
- 2003: Vorsicht Kamera (Sat 1)
- 2007: Das perfekte Promi-Dinner – obsazení hlavních rolí na přelomu roku (31. prosince 2007) (Vox)
- 2009: ZDF-Fernsehgarten (ZDF)
- 2009: Immer wieder sonntags (ARD)
- 2018: Landesschau Baden-Württemberg (SWR)
- 2019: Landesschau Baden-Württemberg (SWR)
- 2010: Verstehen Sie Spaß? (ARD)
- 2020: Schlager-Spaß mit Andy Borg (SWR)
- 2021: Schlager-Spaß mit Andy Borg (SWR, vánoční vysílání)
- 2021: Immer wieder sonntags (ARD)
- 2022: Tony Marshall – Das große Interview (německá hudební televize)

## Filmografie
- 1969: Husch, husch ins Körbchen
- 1972: Heute hau’ n wir auf die Pauke (televizní film, režie: Ralf Gregan)
- 1982: Lieder vom Faß – Lieder zum Spaß (televizní muzikální film)
- 1983: Das kann ja heiter werden (1 epizoda)
- 2010: Die Fallers (1 epizoda)

## Ocenění
- Smago! Award
  - 2021: za „celoživotní dílo“[15]